# Сила Лоренца
Си́ла Ло́ренца — сила, с которой электромагнитное поле, согласно классической (неквантовой) электродинамике, действует на точечную заряженную частицу. Иногда силой Лоренца называют силу, действующую на движущийся со скоростью {\displaystyle \mathbf {v} } заряд {\displaystyle q\ } лишь со стороны магнитного поля, нередко же полную силу — со стороны электромагнитного поля вообще, иначе говоря, со стороны электрического {\displaystyle \mathbf {E} } и магнитного {\displaystyle \mathbf {B} } полей. В Международной системе единиц (СИ) выражается как:
{\displaystyle {\vec {\mathbf {F} }}=q\left({\vec {\mathbf {E} }}+[{\vec {\mathbf {v} }},{\vec {\mathbf {B} }}]\right).}
Электромагнитная сила, действующая на заряд q, представляет собой комбинацию силы, действующей в направлении электрического поля {\displaystyle \mathbf {E} }, пропорциональной величине поля и количеству заряда, и силы, действующей под прямым углом к магнитному полю {\displaystyle \mathbf {B} } и скорости {\displaystyle \mathbf {v} }, пропорциональной величине магнитного поля, заряду и скорости. Вариации этой базовой формулы описывают магнитную силу, действующую на проводник с током (иногда называемую силой Лапласа), электродвижущую силу в проволочной петле, движущейся через область с магнитным полем (закон индукции Фарадея), и силу, действующую на движущиеся заряженные частицы.
Историки науки предполагают, что этот закон подразумевался в статье Джеймса Клерка Максвелла, опубликованной в 1865 году. Хендрик Лоренц привёл полный вывод этой формулы в 1895 г., определив вклад электрической силы через несколько лет после того, как Оливер Хевисайд правильно определил вклад магнитной силы.
Для силы Лоренца, так же как и для сил инерции, нарушается третий закон Ньютона (понимаемый как декларация совпадения, с точностью до знака, сил воздействия двух тел друг на друга). Восстановить справедливость этого закона Ньютона в случае силы Лоренца можно переформулировав его как закон сохранения импульса (ЗСИ) в замкнутой системе из частиц и электромагнитного поля.
Полный вывод такого утверждения требует определения понятия «импульс поля», а едва ли не единственный способ сделать это — привлечь теорему Эммы Нётер (и тесно связанное с ней понятие тензора энергии-импульса) в классической (неквантовой) теории поля в лагранжевом формализме. Однако характерный импульс поля/волны («давление света») во многих реальных технических применениях представляет собой исчезающе малую величину (импульс поля равен его характерной энергии, делённой на скорость света {\displaystyle c}). Это означает справедливость ЗСИ для одного лишь заряженного вещества, и, в свою очередь, если вещество состоит из всего 2 материальных точек — справедливость третьего закона Ньютона (он равносилен ЗСИ для замкнутой системы, которая есть пара материальных точек/тел).

## Сила Лоренца как определение E и B
Во многих учебниках по электромагнетизму силу Лоренца используют в качестве определения электрического и магнитного полей E и B. В частности, сила Лоренца понимается как следующее эмпирическое утверждение:
Электромагнитная сила F, действующая на пробный заряд в данной точке и момент времени, является определённой функцией его заряда q и скорости v, которая может быть параметризована ровно двумя векторами E и B в функциональной форме :
{\displaystyle \mathbf {F} =q(\mathbf {E} +\mathbf {v} \times \mathbf {B} )}.
Это выражение верно в том числе для случая движения частицы со скоростью близкой по величине к скорости света (v = | v | ≈ c). Таким образом, два векторных поля E и B определяются во всём пространстве и времени, и они называются «электрическим полем» и «магнитным полем». Поля определены повсюду в пространстве и времени относительно силы, которую испытывает пробный заряд, помещённый в электромагнитное поле.
Как определение E и B, сила Лоренца является только определением в принципе, потому что реальная частица (в отличие от гипотетического пробного тела бесконечно малой массы и заряда) будет создавать свои собственные конечные поля E и B, изменяющие электромагнитную силу, которую он испытывает. Вдобавок, заряд в магнитном поле обычно движется по криволинейной траектории, то есть с ускорением — а значит, он испускает излучение и теряет кинетическую энергию (см., например, статьи тормозное излучение или синхротронное излучение). Эти эффекты возникают за счёт как прямого воздействия (так называемой силы реакции излучения), так и косвенного (путём воздействия на движение близлежащих зарядов и токов).

## Уравнение

### Заряженная частица
Сила F, действующая на частицу с электрическим зарядом q и мгновенной скоростью v из-за внешнего электрического поля E и магнитного поля B, определяется выражением (в единицах СИ):
| {\displaystyle {\vec {\mathbf {F} }}=q({\vec {\mathbf {E} }}+[{\vec {\mathbf {v} }},{\vec {\mathbf {B} }}])} |
где знак × обозначает векторное произведение (все величины, выделенные жирным шрифтом, являются векторами). В декартовых компонентах
{\displaystyle F_{x}=q(E_{x}+v_{y}B_{z}-v_{z}B_{y}),}
{\displaystyle F_{y}=q(E_{y}+v_{z}B_{x}-v_{x}B_{z}),}
{\displaystyle F_{z}=q(E_{z}+v_{x}B_{y}-v_{y}B_{x}).}
В общем случае, электрическое и магнитное поля зависят от координат и времени. Следовательно, в явном виде силу Лоренца можно записать как
{\displaystyle \mathbf {F} \left(\mathbf {r} ,\mathbf {\dot {r}} ,t,q\right)=q\left[\mathbf {E} (\mathbf {r} ,t)+\mathbf {\dot {r}} \times \mathbf {B} (\mathbf {r} ,t)\right]},
где r — вектор положения заряженной частицы, t — время, а точка обозначает производную по времени.
Положительно заряженная частица будет ускоряться в том же направлении, что и поле E, но её траектория будет изгибаться перпендикулярно как вектору мгновенной скорости v, так и полю B в соответствии с правилом буравчика (если пальцы правой руки вытянуты так, чтобы указывать в направлении v, а затем изгибаются так, чтобы указывать в направлении B, тогда вытянутый большой палец будет указывать в направлении F).
Член q E называется электрической силой, а член q (v × B) — магнитной силой. Согласно некоторым определениям, термин «сила Лоренца» относится конкретно к формуле для магнитной силы, а формуле с общей электромагнитной силой (включая электрическую силу), дано другое название. В дальнейшем термин «сила Лоренца» будет относиться к выражению для полной силы.
Магнитная составляющая силы Лоренца проявляется как сила, действующая на помещённый в магнитное поле проводник с током. В этом контексте эта сила также называется силой Лапласа.
Сила Лоренца — это сила воздействия электромагнитного поля на заряженную частицу, или. другими словами, скорость, с которой передаётся линейный импульс от электромагнитного поля частице. С ним связана мощность, которая представляет собой скорость, с которой энергия передаётся от электромагнитного поля частице:
{\displaystyle \mathbf {v} \cdot \mathbf {F} =q\,\mathbf {v} \cdot \mathbf {E} }.
Магнитное поле не совершает работы, потому что магнитная сила всегда перпендикулярна скорости частицы.

### Непрерывное распределение заряда
Для непрерывного распределения заряда, находящегося в движении, уравнение для силы Лоренца принимает дифференциальный вид
{\displaystyle \mathrm {d} \mathbf {F} =\mathrm {d} q\left(\mathbf {E} +\mathbf {v} \times \mathbf {B} \right)\,\!},
где {\displaystyle \mathrm {d} \mathbf {F} } — сила, действующая на небольшой элемент объёма с зарядом {\displaystyle \mathrm {d} q}. Если обе части данного уравнения разделить на объём этого небольшого фрагмента распределения заряда {\displaystyle \mathrm {d} V}, то получится выражение
{\displaystyle \mathbf {f} =\rho \left(\mathbf {E} +\mathbf {v} \times \mathbf {B} \right)\,\!},
где {\displaystyle \mathbf {f} } — плотность силы (сила на единицу объёма) и {\displaystyle \rho } — плотность заряда (заряд на единицу объёма). Далее, плотность тока, соответствующая движению заряда, равна
{\displaystyle \mathbf {J} =\rho \mathbf {v} \,\!},

так что непрерывным аналогом уравнения для силы Лоренца является выражение
| {\displaystyle \mathbf {f} =\rho \mathbf {E} +\mathbf {J} \times \mathbf {B} \,\!} |
К полной силе можно прийти вычислив объемный интеграл по распределению заряда:
{\displaystyle \mathbf {F} =\iiint \!(\rho \mathbf {E} +\mathbf {J} \times \mathbf {B} )\,\mathrm {d} V\,\!}.
Устраняя {\displaystyle \rho } и {\displaystyle \mathbf {J} } через уравнения Максвелла, с помощью теорем векторного исчисления эту форму уравнения можно использовать для вывода тензора напряжений Максвелла {\displaystyle {\boldsymbol {\sigma }}} и, комбинируя с вектором Пойнтинга {\displaystyle \mathbf {E} \times \mathbf {H} } (здесь {\displaystyle \mathbf {H} } — напряжённость магнитного поля), получить тензор T энергии-импульса электромагнитного поля, применяемый в общей теории относительности.
В терминах {\displaystyle {\boldsymbol {\sigma }}} и вектора Пойнтинга можно записать силу Лоренца (на единицу объёма) в виде
{\displaystyle \mathbf {f} =\nabla \cdot {\boldsymbol {\sigma }}-{\dfrac {1}{c^{2}}}{\dfrac {\partial [\mathbf {E} \times \mathbf {H} ]}{\partial t}}\,\!},
где {\displaystyle c} — скорость света, ∇ · обозначает дивергенцию тензорного поля. Это уравнение связывает не количество заряда и его скорость в электрическом и магнитном полях, а плотность потока импульса (первый член справа) электромагнитного поля и изменение плотности потока энергии поля (второй член справа) с силой, действующей на распределение заряда.
Плотность мощности, связанная с силой Лоренца в материальной среде, равна
{\displaystyle \mathbf {J} \cdot \mathbf {E} }.
Если разделить полный заряд и полный ток на их свободную и связанную части, получится, что плотность силы Лоренца равна
{\displaystyle \mathbf {f} =(\rho _{f}-\nabla \cdot \mathbf {P} )\mathbf {E} +(\mathbf {J} _{f}+\nabla \times \mathbf {M} +{\frac {\partial \mathbf {P} }{\partial t}})\times \mathbf {B} },
где {\displaystyle \rho _{f}} — плотность свободного заряда; {\displaystyle \mathbf {P} } — поляризация ; {\displaystyle \mathbf {J} _{f}} — плотность тока свободных зарядов; и {\displaystyle \mathbf {M} } — намагниченность. Таким образом, сила Лоренца может объяснить крутящий момент, приложенный к постоянному магниту из-за внешнего магнитного поля.

### Уравнение в единицах СГС
В приведённых выше формулах используются единицы СИ, которые являются наиболее распространёнными среди экспериментаторов, техников и инженеров. В системе СГС, которая более распространена среди физиков-теоретиков, сила Лоренца примет вид
{\displaystyle \mathbf {F} =q_{\mathrm {cgs} }\left(\mathbf {E} _{\mathrm {cgs} }+{\frac {\mathbf {v} }{c}}\times \mathbf {B} _{\mathrm {cgs} }\right)},
где c — скорость света. Хотя это уравнение выглядит несколько иначе, оно полностью эквивалентно, поскольку новые величины связаны в двух системах единиц соотношениями
{\displaystyle q_{\mathrm {cgs} }={\frac {q_{\mathrm {SI} }}{\sqrt {4\pi \varepsilon _{0}}}},\quad \mathbf {E} _{\mathrm {cgs} }={\sqrt {4\pi \varepsilon _{0}}}\,\mathbf {E} _{\mathrm {SI} },\quad \mathbf {B} _{\mathrm {cgs} }={\sqrt {4\pi /\mu _{0}}}\,{\mathbf {B} _{\mathrm {SI} }},\quad c={\frac {1}{\sqrt {\varepsilon _{0}\mu _{0}}}}.}
где ε 0 — диэлектрическая проницаемость вакуума, а μ 0 — магнитная проницаемость вакуума. На практике индексы «cgs» и «SI» всегда опускаются, и система единиц измерения должна быть понятна из контекста.

### Частные случаи
В однородном магнитном поле, направленном перпендикулярно вектору скорости, под действием силы Лоренца заряженная частица будет равномерно двигаться по окружности постоянного радиуса {\displaystyle r} (называемого также гирорадиусом). Сила Лоренца в этом случае является центростремительной силой:
| СГС                                                                                               | СИ                                                                                     |
| ------------------------------------------------------------------------------------------------- | -------------------------------------------------------------------------------------- |
| {\displaystyle {mv^{2} \over r}={\|q\| \over c}vB\Rightarrow r={cm \over \|q\|}\cdot {v \over B}} | {\displaystyle {mv^{2} \over r}=\|q\|vB\Rightarrow r={m \over \|q\|}\cdot {v \over B}} |

Работа силы Лоренца будет равна нулю, поскольку векторы силы и скорости всегда ортогональны. При скорости {\displaystyle v\ }, намного меньшей скорости света, круговая частота {\displaystyle \omega \ } не зависит от {\displaystyle v\ }:
| СГС                                       | СИ                                       |
| ----------------------------------------- | ---------------------------------------- |
| {\displaystyle \omega ={\|q\|B \over mc}} | {\displaystyle \omega ={\|q\|B \over m}} |

Если заряженная частица движется в магнитном поле так, что вектор скорости {\displaystyle v\ } составляет с вектором магнитной индукции {\displaystyle \mathbf {B} } угол {\displaystyle \alpha \ }, то траекторией движения частицы является винтовая линия с радиусом {\displaystyle r\ } и шагом винта {\displaystyle h\ }:
| СГС | СИ |
| --- | --- |
| {\displaystyle r={mc \over \|q\|}\cdot {v\sin \alpha \over B}}, {\displaystyle h={2\pi \over B}\cdot {mc \over \|q\|}\cdot v\cos \alpha } | {\displaystyle r={m \over \|q\|}\cdot {v\sin \alpha \over B}}, {\displaystyle h={2\pi \over B}\cdot {m \over \|q\|}\cdot v\cos \alpha } |

## История
Первые попытки количественного описания электромагнитной силы были предприняты в середине 18 века. Иоганн Тобиас Майер и другие в 1760 году предполагали, что сила взаимодействия между магнитными полюсами как и сила действующая между электрически заряженными объектами, установленная Генри Кавендишем в 1762 году, подчиняются закону обратных квадратов. Однако в обоих случаях экспериментальное доказательство не было ни полным, ни окончательным. Только в 1784 году Шарль-Огюстен де Кулон, используя крутильные весы, смог окончательно экспериментально показать правдивость этого предположения. Вскоре после открытия в 1820 году Хансом Кристианом Эрстедом того факта, что на магнитную стрелку действует электрический ток, Андре-Мари Ампер в том же году смог экспериментально получить формулу угловой зависимости силы между двумя элементами тока. Во всех этих описаниях сила всегда описывалась в терминах свойств вещества и расстояний между двумя массами или зарядами, а не в терминах электрических и магнитных полей.
Современная концепция электрических и магнитных полей впервые возникла в теориях Майкла Фарадея, особенно удачной оказалась его идея силовых линий, которая позже получила полное математическое описание лордом Кельвином и Джеймсом Клерком Максвеллом. С современной точки зрения, в формулировке Максвелла 1865 г. его уравнений для электромагнитного поля можно получить уравнение для силы Лоренца по отношению к электрическим токам, хотя во времена Максвелла не было очевидно, как его уравнения связаны с силами при перемещении заряженных предметов. Дж. Дж. Томсон был первым, кто попытался вывести из уравнений Максвелла поля электромагнитные силы, действующие на движущийся заряженный объект, в терминах свойств объекта и внешних полей. Заинтересовавшийся поведением заряженных частиц в катодных лучах, Томсон опубликовал статью в 1881 году, в которой он дал определение силы, действующей на частицы, обусловленную внешним магнитным полем, в виде
{\displaystyle \mathbf {F} ={\frac {q}{2}}\mathbf {v} \times \mathbf {B} .}
Томсон вывел правильную основную форму формулы, но из-за некоторых ошибок и неполного описания тока смещения перед формулой включил неверный масштабный коэффициент, равный половине. Оливер Хевисайд изобрёл современные векторные обозначения и переписал в их терминах полевые уравнения Максвелла; он также (в 1885 и 1889 годах) исправил ошибки вывода Томсона и пришёл к правильному виду для магнитной силы действующей на движущуюся заряженную частицу. Наконец, в 1895 году Хендрик Лоренц пришёл к современному виду формулы для электромагнитной силы, которая включает вклады как электрического, так и магнитного полей. Лоренц вначале отказался от максвелловского описания эфира и проводимости. Вместо этого Лоренц указал на различия между материей и светоносным эфиром и записал уравнения Максвелла в микроскопическом масштабе. Используя версию уравнений Максвелла Хевисайда для неподвижного эфира и, применяя лагранжевую механику (см. Ниже), Лоренц пришёл к правильной и полной форме закона для электромагнитной силы, который теперь носит его имя.

## Траектории частиц под действием силы Лоренца
Во многих случаях, представляющих практический интерес, движение в магнитном поле электрически заряженной частицы (например, электрона или иона в плазме) можно рассматривать как суперпозицию относительно быстрого кругового движения вокруг точки, которая дрейфует в направлении перпендикулярном электрическому и магнитным полям. Скорости дрейфа могут различаться в зависимости от их зарядового состояния, массы или температуры, что может привести к электрическим токам или химическому разделению.

## Значение силы Лоренца
В то время как современные уравнения Максвелла описывают то, как электрически заряженные частицы и токи или движущиеся заряженные частицы вызывают электрические и магнитные поля, сила Лоренца дополняет эту картину, описывая силу, действующую на движущийся точечный заряд q в присутствии электромагнитных полей. Хотя сила Лоренца описывает действие E и B на точечный заряд, но такие электромагнитные силы не являются всей картиной. Заряженные частицы, возможно, связаны с другими силами, особенно с гравитацией и ядерными силами. Таким образом, уравнения Максвелла не отделены от других физических законов, а связаны с ними через плотности заряда и тока. Реакция точечного заряда на закон Лоренца — это один из аспектов; генерация E и B токами и зарядами — другое.
В реальных материалах сила Лоренца неадекватно описывает коллективное поведение заряженных частиц как в принципе, так и с точки зрения вычислений. Заряженные частицы в материальной среде не только реагируют на поля E и B, но и создают эти поля сами. Для определения временной и пространственной реакции зарядов необходимо решать сложные уравнения переноса, например, уравнение Больцмана, уравнение Фоккера — Планка или уравнения Навье — Стокса. (Например, см. статьи Магнитная гидродинамика, Гидроаэродинамика, Электрогидродинамика, Сверхпроводимость, Эволюция звёзд). Разработан физический аппарат для решения этих вопросов (формулы Грина — Кубо, функции Грина (теория многих тел)).

## Сила на токоведущем проводе
Когда провод, по которому течёт электрический ток, помещается в магнитное поле, каждый из движущихся зарядов, составляющих ток, испытывает силу Лоренца, и вместе они могут создавать макроскопическую силу действующую на проводе (иногда называемую силой Лапласа). Комбинируя приведённый выше закон Лоренца с определением электрического тока, в случае прямого неподвижного провода получается следующее уравнение:
{\displaystyle \mathbf {F} =I{\boldsymbol {\ell }}\times \mathbf {B} },
где ℓ — вектор, величина которого равна длине провода, а направление — вдоль провода, совмещённое с направлением обычного тока I.
Если провод не прямой, а изогнутый, то силу, действующую на него, вычисляют, применив данную формулу к каждому бесконечно малому отрезку провода dℓ, а затем сложив все эти силы путём интегрирования. Формально результирующая сила, действующая на неподвижный жёсткий провод, по которому течёт постоянный ток I равна
{\displaystyle \mathbf {F} =I\int \mathrm {d} {\boldsymbol {\ell }}\times \mathbf {B} }.
Это полная сила. Кроме того, обычно возникает крутящий момент и другие эффекты, если проволока не совсем жёсткая.
Одним из применений этого является закон силы Ампера, который описывает, как два токоведущих провода притягиваются или отталкиваются друг от друга, в зависимости от направления тока, поскольку каждый из них испытывает силу Лоренца от магнитного поля создаваемого другим током.

## ЭДС
Магнитная сила (qv × B) в выражении силы Лоренца отвечает за двигательную электродвижущую силу (или двигательную ЭДС), явление, лежащее в основе действия многих электрических генераторов. Когда проводник перемещается через область магнитного поля, магнитное поле оказывает противоположно направленные силы на электроны и ядра в проводе, и это создаёт ЭДС. Термин «двигательная ЭДС» применяется к этому явлению, поскольку ЭДС возникает из-за движения провода.
В других электрических генераторах магниты движутся, а проводники — нет. В этом случае ЭДС возникает из-за электрической силы (q E) в уравнении для силы Лоренца. Рассматриваемое электрическое поле создается изменяющимся магнитным полем, приводящим к возникновению индуцированной ЭДС, как описано уравнением Максвелла — Фарадея.
Обе эти ЭДС, несмотря на их явно различное происхождение, описываются одним и тем же уравнением, а именно ЭДС — это скорость изменения магнитного потока через провод. Это закон электромагнитной индукции Фарадея, см. Ниже. Специальная теория относительности Эйнштейна была частично мотивирована желанием лучше понять эту связь между двумя эффектами. Фактически, электрическое и магнитное поля представляют собой разные грани единого электромагнитного поля (разные элементы единой матрицы тензора силы поля Fij), и при переходе от одной инерциальной системы отсчета к другой (то есть применении операции замены базиса к матрице Fij) часть электромагнитного векторного поля E можно полностью или частично заменить на B или наоборот.

## Сила Лоренца и закон индукции Фарадея
Для петли из провода находящуюся в магнитном поле, закон индукции Фарадея утверждает, что наведённая электродвижущая сила (ЭДС) в проводе равна:
{\displaystyle {\mathcal {E}}=-{\frac {\mathrm {d} \Phi _{B}}{\mathrm {d} t}}},
где
{\displaystyle \Phi _{B}=\iint _{\Sigma (t)}\mathrm {d} \mathbf {S} \cdot \mathbf {B} (\mathbf {r} ,t)}
— магнитный поток через петлю, B — магнитное поле, Σ (t) — поверхность, ограниченная замкнутым контуром ∂Σ (t), в момент времени t, dS — бесконечно малый элемент вектора площади Σ (t) (величина — это площадь бесконечно малого участка поверхности, направление вектора ортогонально этому участку поверхности).
Знак ЭДС определяется законом Ленца. Это справедливо не только для стационарного провода, но и для движущейся проволоки.
Из закона электромагнитной индукции Фарадея и уравнений Максвелла можно получить силу Лоренца. Верно и обратное: силу Лоренца и уравнения Максвелла можно использовать для вывода закона Фарадея.
Пусть Σ (t) — движущийся поступательно провод с постоянной скоростью v, а Σ (t) — внутренняя поверхность провода. ЭДС вокруг замкнутого пути ∂Σ (t) определяется выражением
{\displaystyle {\mathcal {E}}=\oint _{\partial \Sigma (t)}\mathrm {d} {\boldsymbol {\ell }}\cdot \mathbf {F} /q},
где
{\displaystyle \mathbf {E} =\mathbf {F} /q}
— электрическое поле, а dℓ — бесконечно малый векторный элемент контура ∂Σ (t).
Направление dℓ, и dS неоднозначно. Чтобы получить правильный знак, используется правило правой руки, как описано в статье Теорема Кельвина — Стокса.
Приведённый выше результат можно сравнить с законом электромагнитной индукции Фарадея, который появляется в современных уравнениях Максвелла, называемый здесь уравнением Максвелла — Фарадея:
{\displaystyle \nabla \times \mathbf {E} =-{\frac {\partial \mathbf {B} }{\partial t}}\ .}
Уравнение Максвелла — Фарадея можно записать в интегральной форме с помощью теоремы Кельвина — Стокса.
Уравнение Максвелла — Фарадея принимает вид
{\displaystyle \oint _{\partial \Sigma (t)}\mathrm {d} {\boldsymbol {\ell }}\cdot \mathbf {E} (\mathbf {r} ,\ t)=-\ \iint _{\Sigma (t)}\mathrm {d} \mathbf {S} \cdot {{\mathrm {d} \,\mathbf {B} (\mathbf {r} ,\ t)} \over \mathrm {d} t}},
а закон Фарадея
{\displaystyle \oint _{\partial \Sigma (t)}\mathrm {d} {\boldsymbol {\ell }}\cdot \mathbf {F} /q(\mathbf {r} ,\ t)=-{\frac {\mathrm {d} }{\mathrm {d} t}}\iint _{\Sigma (t)}\mathrm {d} \mathbf {S} \cdot \mathbf {B} (\mathbf {r} ,\ t).}
Эти два выражения эквивалентны, если провод не движется. Используя интегральное правило Лейбница и div B = 0, можно получить,
{\displaystyle \oint _{\partial \Sigma (t)}\mathrm {d} {\boldsymbol {\ell }}\cdot \mathbf {F} /q(\mathbf {r} ,t)=-\iint _{\Sigma (t)}\mathrm {d} \mathbf {S} \cdot {\frac {\partial }{\partial t}}\mathbf {B} (\mathbf {r} ,t)+\oint _{\partial \Sigma (t)}\!\!\!\!\mathbf {v} \times \mathbf {B} \,\mathrm {d} {\boldsymbol {\ell }}}
и, используя уравнение Максвелла Фарадея,
{\displaystyle \oint _{\partial \Sigma (t)}\mathrm {d} {\boldsymbol {\ell }}\cdot \mathbf {F} /q(\mathbf {r} ,\ t)=\oint _{\partial \Sigma (t)}\mathrm {d} {\boldsymbol {\ell }}\cdot \mathbf {E} (\mathbf {r} ,\ t)+\oint _{\partial \Sigma (t)}\!\!\!\!\mathbf {v} \times \mathbf {B} (\mathbf {r} ,\ t)\,\mathrm {d} {\boldsymbol {\ell }}}
поскольку это справедливо для любого положения провода, то
{\displaystyle \mathbf {F} =q\,\mathbf {E} (\mathbf {r} ,\ t)+q\,\mathbf {v} \times \mathbf {B} (\mathbf {r} ,\ t).}
Закон индукции Фарадея справедлив независимо от того, является ли проволочная петля жёсткой и неподвижной, либо она находится в движении, либо в процессе деформации, а также независимо от того, является ли магнитное поле постоянным во времени или изменяющимся. Однако бывают случаи, когда закон Фарадея либо неадекватен, либо его трудно использовать, и необходимо применять закон Лоренца.
Если магнитное поле не зависит от времени и проводящая петля движется через поле, магнитный поток ΦB, проникающий в петлю, может изменяться несколькими способами. Например, если магнитное поле меняется в зависимости от положения, и петля перемещается в другое положение с другим значением B, — ΦB изменится. В качестве альтернативы, если петля изменяет ориентацию по отношению к B, то дифференциальный элемент B ⋅ dS будет меняться из-за различного угла между B и dS, также изменится ФB. В качестве третьего примера, если часть электрической схемы проходит через однородное, не зависящее от времени магнитное поле, а другая часть схемы остаётся неподвижной, то магнитный поток, связывающий всю замкнутую цепь, может измениться из-за относительного смещения положения составных частей схемы с течением времени (поверхность ∂Σ (t), зависящая от времени). Во всех трёх случаях закон индукции Фарадея предсказывает появление ЭДС, порождённую изменением ΦB.
Из уравнения Максвелла — Фарадея следует, что если магнитное поле B изменяется во времени, то электрическое поле E неконсервативно, и не может быть выражено как градиент скалярного поля, поскольку его ротор не равен нулю.

## Сила Лоренца в терминах потенциалов
Поля E и B можно заменить векторным магнитным потенциалом A и (скалярным) электростатическим потенциалом {\displaystyle \phi } посредством
{\displaystyle \mathbf {E} =-\nabla \phi -{\frac {\partial \mathbf {A} }{\partial t}}}
{\displaystyle \mathbf {B} =\nabla \times \mathbf {A} },
где ∇ — градиент, ∇⋅ — дивергенция, ∇ × — ротор.
Сила запишется в виде
{\displaystyle \mathbf {F} =q\left[-\nabla \phi -{\frac {\partial \mathbf {A} }{\partial t}}+\mathbf {v} \times (\nabla \times \mathbf {A} )\right].}
Используя тождество для тройного произведения, это выражение можно переписать как,
{\displaystyle \mathbf {F} =q\left[-\nabla \phi -{\frac {\partial \mathbf {A} }{\partial t}}+\nabla \left(\mathbf {v} \cdot \mathbf {A} \right)-\left(\mathbf {v} \cdot \nabla \right)\mathbf {A} \right],}
Здесь координаты и компоненты скорости следует рассматривать как независимые переменные, поэтому оператор набла действует только на {\displaystyle \mathbf {A} }, а не на {\displaystyle \mathbf {v} } ; таким образом, нет необходимости использовать обозначение индексов Фейнмана в приведённом уравнении. Используя цепное правило, полная производная от {\displaystyle \mathbf {A} } является:
{\displaystyle {\frac {\mathrm {d} \mathbf {A} }{\mathrm {d} t}}={\frac {\partial \mathbf {A} }{\partial t}}+(\mathbf {v} \cdot \nabla )\mathbf {A} }
так что приведенное выше выражение принимает вид
{\displaystyle \mathbf {F} =q\left[-\nabla (\phi -\mathbf {v} \cdot \mathbf {A} )-{\frac {\mathrm {d} \mathbf {A} }{\mathrm {d} t}}\right]} .
При v = ẋ уравнение можно переписать в удобной форме Эйлера — Лагранжа
| {\displaystyle \mathbf {F} =q\left[-\nabla _{\mathbf {x} }(\phi -{\dot {\mathbf {x} }}\cdot \mathbf {A} )+{\frac {\mathrm {d} }{\mathrm {d} t}}\nabla _{\dot {\mathbf {x} }}(\phi -{\dot {\mathbf {x} }}\cdot \mathbf {A} )\right]} |
где введены обозначения
{\displaystyle \nabla _{\mathbf {x} }={\hat {x}}{\dfrac {\partial }{\partial x}}+{\hat {y}}{\dfrac {\partial }{\partial y}}+{\hat {z}}{\dfrac {\partial }{\partial z}}}
и
{\displaystyle \nabla _{\dot {\mathbf {x} }}={\hat {x}}{\dfrac {\partial }{\partial {\dot {x}}}}+{\hat {y}}{\dfrac {\partial }{\partial {\dot {y}}}}+{\hat {z}}{\dfrac {\partial }{\partial {\dot {z}}}}} .

## Сила Лоренца и аналитическая механика
Лагранжиан для заряженной частицы с массой m и зарядом q в электромагнитном поле описывает динамику частицы с точки зрения её энергии, а не силы, действующей на неё. Классическое выражение задается следующим образом:
{\displaystyle L={\frac {m}{2}}\mathbf {\dot {r}} \cdot \mathbf {\dot {r}} +q\mathbf {A} \cdot \mathbf {\dot {r}} -q\phi }
где A и {\displaystyle \phi } — потенциалы, как указано выше. Величину {\displaystyle V=q(\phi -\mathbf {A} \cdot \mathbf {\dot {r}} )} можно рассматривать как потенциальную функцию, зависящую от скорости. Используя уравнения Лагранжа, можно снова получить уравнение для силы Лоренца, приведённое выше.
| Вывод силы Лоренца из классического Лангранжана (единицы СИ) |
| --- |
| В поле A, частица двигающаяся со скоростью v = ṙ обладает импульсом {\displaystyle q\mathbf {A} (\mathbf {r} ,t)}, тогда её потенциальная энергия равна {\displaystyle q\mathbf {A} (\mathbf {r} ,t)\cdot \mathbf {\dot {r}} }. В поле ϕ, потенциальная энергия частицы равна {\displaystyle q\phi (\mathbf {r} ,t)}. Полная потенциальная энергия записывается в виде {\displaystyle V=q\phi -q\mathbf {A} \cdot \mathbf {\dot {r}} } и кинетическая энергия: {\displaystyle T={\frac {m}{2}}\mathbf {\dot {r}} \cdot \mathbf {\dot {r}} } Отсюда Лагранжан: {\displaystyle L=T-V={\frac {m}{2}}\mathbf {\dot {r}} \cdot \mathbf {\dot {r}} +q\mathbf {A} \cdot \mathbf {\dot {r}} -q\phi } {\displaystyle L={\frac {m}{2}}({\dot {x}}^{2}+{\dot {y}}^{2}+{\dot {z}}^{2})+q({\dot {x}}A_{x}+{\dot {y}}A_{y}+{\dot {z}}A_{z})-q\phi } Уравнения Лагранжа {\displaystyle {\frac {\mathrm {d} }{\mathrm {d} t}}{\frac {\partial L}{\partial {\dot {x}}}}={\frac {\partial L}{\partial x}}} (аналогично для y и z компонент). Вычисление частных производных приводит к {\displaystyle {\begin{aligned}{\frac {\mathrm {d} }{\mathrm {d} t}}{\frac {\partial L}{\partial {\dot {x}}}}&=m{\ddot {x}}+q{\frac {\mathrm {d} A_{x}}{\mathrm {d} t}}\\&=m{\ddot {x}}+{\frac {q}{\mathrm {d} t}}\left({\frac {\partial A_{x}}{\partial t}}dt+{\frac {\partial A_{x}}{\partial x}}dx+{\frac {\partial A_{x}}{\partial y}}dy+{\frac {\partial A_{x}}{\partial z}}dz\right)\\&=m{\ddot {x}}+q\left({\frac {\partial A_{x}}{\partial t}}+{\frac {\partial A_{x}}{\partial x}}{\dot {x}}+{\frac {\partial A_{x}}{\partial y}}{\dot {y}}+{\frac {\partial A_{x}}{\partial z}}{\dot {z}}\right)\\\end{aligned}}} {\displaystyle {\frac {\partial L}{\partial x}}=-q{\frac {\partial \phi }{\partial x}}+q\left({\frac {\partial A_{x}}{\partial x}}{\dot {x}}+{\frac {\partial A_{y}}{\partial x}}{\dot {y}}+{\frac {\partial A_{z}}{\partial x}}{\dot {z}}\right)} уравнивая и упрощая выражение {\displaystyle m{\ddot {x}}+q\left({\frac {\partial A_{x}}{\partial t}}+{\frac {\partial A_{x}}{\partial x}}{\dot {x}}+{\frac {\partial A_{x}}{\partial y}}{\dot {y}}+{\frac {\partial A_{x}}{\partial z}}{\dot {z}}\right)=-q{\frac {\partial \phi }{\partial x}}+q\left({\frac {\partial A_{x}}{\partial x}}{\dot {x}}+{\frac {\partial A_{y}}{\partial x}}{\dot {y}}+{\frac {\partial A_{z}}{\partial x}}{\dot {z}}\right)} {\displaystyle {\begin{aligned}F_{x}&=-q\left({\frac {\partial \phi }{\partial x}}+{\frac {\partial A_{x}}{\partial t}}\right)+q\left[{\dot {y}}\left({\frac {\partial A_{y}}{\partial x}}-{\frac {\partial A_{x}}{\partial y}}\right)+{\dot {z}}\left({\frac {\partial A_{z}}{\partial x}}-{\frac {\partial A_{x}}{\partial z}}\right)\right]\\&=qE_{x}+q[{\dot {y}}(\nabla \times \mathbf {A} )_{z}-{\dot {z}}(\nabla \times \mathbf {A} )_{y}]\\&=qE_{x}+q[\mathbf {\dot {r}} \times (\nabla \times \mathbf {A} )]_{x}\\&=qE_{x}+q(\mathbf {\dot {r}} \times \mathbf {B} )_{x}\end{aligned}}} и аналогично для y и z компонент. Уравнение для силы {\displaystyle \mathbf {F} =q(\mathbf {E} +\mathbf {\dot {r}} \times \mathbf {B} )} |
Потенциальная энергия зависит от скорости частицы, поэтому сила зависит от скорости, и соответственно она не является консервативной.
Релятивистский лагранжиан
{\displaystyle L=-mc^{2}{\sqrt {1-\left({\frac {\dot {\mathbf {r} }}{c}}\right)^{2}}}+q\mathbf {A} (\mathbf {r} )\cdot {\dot {\mathbf {r} }}-q\phi (\mathbf {r} )\,\!}
Действие — это релятивистская длина пути частицы в пространстве-времени, за вычетом вклада потенциальной энергии, плюс дополнительный вклад, который квантово-механически является дополнительной фазой, которую получает заряженная частица, когда она движется вдоль векторного потенциала.
| Вывод силы Лоренца для релятивистского Лагранжиана (единицы СИ) |
| --- |
| Уравнения движения получающиеся из вариационного принципа для действия {\displaystyle {\frac {\mathrm {d} \mathbf {P} }{\mathrm {d} t}}={\frac {\partial L}{\partial \mathbf {r} }}=q{\partial \mathbf {A} \over \partial \mathbf {r} }\cdot {\dot {\mathbf {r} }}-q{\partial \phi \over \partial \mathbf {r} }\,\!} {\displaystyle \mathbf {P} -q\mathbf {A} ={\frac {m{\dot {\mathbf {r} }}}{\sqrt {1-\left({\frac {\dot {\mathbf {r} }}{c}}\right)^{2}}}}\,} соответствуют уравнениям движения Гамильтона: {\displaystyle {\frac {\mathrm {d} \mathbf {r} }{\mathrm {d} t}}={\frac {\partial }{\partial \mathbf {p} }}\left({\sqrt {(\mathbf {P} -q\mathbf {A} )^{2}+(mc^{2})^{2}}}+q\phi \right)\,\!} {\displaystyle {\frac {\mathrm {d} \mathbf {p} }{\mathrm {d} t}}=-{\partial \over \partial \mathbf {r} }\left({\sqrt {(\mathbf {P} -q\mathbf {A} )^{2}+(mc^{2})^{2}}}+q\phi \right)\,\!} которые эквиваленты следующему выражению в неканонической форме {\displaystyle {\frac {\mathrm {d} }{\mathrm {d} t}}\left({m{\dot {\mathbf {r} }} \over {\sqrt {1-\left({\frac {\dot {\mathbf {r} }}{c}}\right)^{2}}}}\right)=q\left(\mathbf {E} +{\dot {\mathbf {r} }}\times \mathbf {B} \right).\,\!} Это выражение описывает силу Лоренца, — скорость с которой электромагнитное поле передаёт релятивистский импульс частице. |

## Релятивистская форма силы Лоренца

### Ковариантная форма силы Лоренца.

#### Тензор поля
Используя сигнатуру метрики (1, −1, −1, −1), сила Лоренца для заряда q может быть записана в ковариантной форме :
| {\displaystyle {\frac {\mathrm {d} p^{\alpha }}{\mathrm {d} \tau }}=qF^{\alpha \beta }U_{\beta }} |где p α — четырёхмерный импульс, определяемый как
{\displaystyle p^{\alpha }=\left(p_{0},p_{1},p_{2},p_{3}\right)=\left(\gamma mc,p_{x},p_{y},p_{z}\right)\,,}
τ собственное время частицы, F αβ — контравариантный тензор электромагнитного поля
{\displaystyle F^{\alpha \beta }={\begin{pmatrix}0&-E_{x}/c&-E_{y}/c&-E_{z}/c\\E_{x}/c&0&-B_{z}&B_{y}\\E_{y}/c&B_{z}&0&-B_{x}\\E_{z}/c&-B_{y}&B_{x}&0\end{pmatrix}}}
и U — ковариантная 4-скорость частицы, определяемая как:
{\displaystyle U_{\beta }=\left(U_{0},U_{1},U_{2},U_{3}\right)=\gamma \left(c,-v_{x},-v_{y},-v_{z}\right)\,,}
где Лоренц-фактор
{\displaystyle \gamma (v)={\frac {1}{\sqrt {1-{\frac {v^{2}}{c^{2}}}}}}={\frac {1}{\sqrt {1-{\frac {v_{x}^{2}+v_{y}^{2}+v_{z}^{2}}{c^{2}}}}}}}
Поля преобразуются в систему, движущуюся относительно неподвижной системы с постоянной скоростью, с помощью:
{\displaystyle F'^{\mu \nu }={\Lambda ^{\mu }}_{\alpha }{\Lambda ^{\nu }}_{\beta }F^{\alpha \beta }\,,}
где Λ μ α — тензор преобразования Лоренца.

#### Перевод в векторные обозначения
Компонента α = 1 (x -компонента) силы равна
{\displaystyle {\frac {\mathrm {d} p^{1}}{\mathrm {d} \tau }}=qU_{\beta }F^{1\beta }=q\left(U_{0}F^{10}+U_{1}F^{11}+U_{2}F^{12}+U_{3}F^{13}\right).}
Подставляя компоненты ковариантного тензора электромагнитного поля F, получаем
{\displaystyle {\frac {\mathrm {d} p^{1}}{\mathrm {d} \tau }}=q\left[U_{0}\left({\frac {E_{x}}{c}}\right)+U_{2}(-B_{z})+U_{3}(B_{y})\right].}
Используя компоненты ковариантных четырёхскоростей
{\displaystyle {\begin{aligned}{\frac {\mathrm {d} p^{1}}{\mathrm {d} \tau }}&=q\gamma \left[c\left({\frac {E_{x}}{c}}\right)+(-v_{y})(-B_{z})+(-v_{z})(B_{y})\right]\\&=q\gamma \left(E_{x}+v_{y}B_{z}-v_{z}B_{y}\right)\\&=q\gamma \left[E_{x}+\left(\mathbf {v} \times \mathbf {B} \right)_{x}\right]\,.\end{aligned}}}
Расчет для α = 2, 3 (компоненты силы в направлениях y и z) приводит к аналогичным результатам, поэтому объединение 3 уравнений в одно:
{\displaystyle {\frac {\mathrm {d} \mathbf {p} }{\mathrm {d} \tau }}=q\gamma \left(\mathbf {E} +\mathbf {v} \times \mathbf {B} \right)\,,}
и поскольку дифференциалы по координатному времени dt и собственному времени dτ связаны между собой Лоренц-фактором,
{\displaystyle dt=\gamma (v)d\tau \,,}
в итоге можно записать
{\displaystyle {\frac {\mathrm {d} \mathbf {p} }{\mathrm {d} t}}=q\left(\mathbf {E} +\mathbf {v} \times \mathbf {B} \right)\,.}
Это в точности закон Лоренца, однако p — это релятивистское выражение,
{\displaystyle \mathbf {p} =\gamma (v)m_{0}\mathbf {v} \,.}

### Сила Лоренца в алгебре пространства-времени (STA)
[проверить перевод] Электрическое и магнитное поля зависят от скорости наблюдателя, поэтому релятивистскую форму закона Лоренца лучше всего можно продемонстрировать, исходя из не зависящего от координат выражения для электромагнитного и магнитного полей. {\displaystyle {\mathcal {F}}}, и произвольное направление времени, {\displaystyle \gamma _{0}}. С помощью алгебры пространства-времени (или геометрической алгебры пространства-времени), типа алгебры Клиффорда, определённой в псевдоевклидовом пространстве запишутся
{\displaystyle \mathbf {E} =({\mathcal {F}}\cdot \gamma _{0})\gamma _{0}}
и
{\displaystyle i\mathbf {B} =({\mathcal {F}}\wedge \gamma _{0})\gamma _{0}}
{\displaystyle {\mathcal {F}}} представляет собой бивектор пространства-времени (ориентированный плоский сегмент, по аналогии с вектором, который является ориентированным линейным сегментом), который имеет шесть степеней свободы, соответствующих бустам (вращения в плоскостях пространства-времени) и вращениям (вращениям в плоскостях пространства-пространства). Скалярное произведение с вектором {\displaystyle \gamma _{0}} вытягивает вектор (в пространственной алгебре) из трансляционной части, в то время как внешнее произведение создаёт тривектор (в пространственной алгебре), который двойственен вектору, который является обычным вектором магнитного поля. Релятивистская скорость задаётся (времениподобными) изменениями вектора времени-координаты {\displaystyle v={\dot {x}}}, где
{\displaystyle v^{2}=1,}
(что показывает наш выбор метрики), а скорость равна
{\displaystyle \mathbf {v} =cv\wedge \gamma _{0}/(v\cdot \gamma _{0}).}
Правильная (инвариант — неадекватный термин, потому что никакое преобразование не было определено) форма закона Лоренца
| {\displaystyle F=q{\mathcal {F}}\cdot v} |
Здесь порядок важен, потому что между бивектором и вектором скалярное произведение антисимметрично. При таком расщеплении пространства-времени можно получить скорость и поля, как указано выше, что дает обычное выражение.

### Сила Лоренца в общей теории относительности
В общей теории относительности уравнение движения частицы с массой {\displaystyle m} и зарядом {\displaystyle e}, двигающейся в пространстве с метрическим тензором {\displaystyle g_{ab}} и электромагнитном поле {\displaystyle F_{ab}}, задаётся как
{\displaystyle m{\frac {du_{c}}{ds}}-m{\frac {1}{2}}g_{ab,c}u^{a}u^{b}=eF_{cb}u^{b}\;,}
где {\displaystyle u^{a}=dx^{a}/ds} ({\displaystyle dx^{a}} берется вдоль траектории), {\displaystyle g_{ab,c}=\partial g_{ab}/\partial x^{c}}, и {\displaystyle ds^{2}=g_{ab}dx^{a}dx^{b}} .
Уравнение также можно записать как
{\displaystyle m{\frac {du_{c}}{ds}}-m\Gamma _{abc}u^{a}u^{b}=eF_{cb}u^{b}\;,}
куда {\displaystyle \Gamma _{abc}} — символы Кристоффеля (метрическая связность без кручения в общей теории относительности), или как
{\displaystyle m{\frac {Du_{c}}{ds}}=eF_{cb}u^{b}\;,}
куда {\displaystyle D} — ковариантный дифференциал в общей теории относительности (метрический, без кручения).

## Приложения
Сила Лоренца присутствует во многих устройствах, в том числе:
- Основным применением силы Лоренца (точнее, её частного случая — силы Ампера) являются электрические машины (электродвигатели и генераторы). Сила Лоренца широко используется в электронных приборах для воздействия на заряженные частицы (электроны и иногда ионы), например в телевизионных электронно-лучевых трубках, а также в масс-спектрометрии и МГД-генераторах.
- Сила Лоренца также используется в ускорителях заряженных частиц: она задаёт орбиту, по которой движутся эти частицы.
- Сила Лоренца используется в рельсотроне.
- Велосиметрия силой Лоренца заключается в бесконтактном измерении скорости движения проводящей жидкости.
- Циклотроны и другие ускорители частиц с круговым движением
- Масс-спектрометры
- Фильтры скорости
- Магнетроны